# ふつつか者の兄ですが
『ふつつか者の兄ですが』（ふつつかもののあにですが）は、日暮キノコによる日本の漫画作品。『月刊モーニングtwo』（講談社）にて、2015年5月号から2017年8月号まで連載された。単行本は全6巻。

## あらすじ
高校2年生の田処志乃には、引きこもりの兄・保がいたが、中学生時代に周りからの白い目に居心地の悪い思いをしたため、引っ越すという父親に付いて、高校は新天地で楽しい生活を送っていた。好きな男子とはクラスが別になってしまい、家事との両立がしんどい時もあるものの、バイト先の同僚たちとも良好な関係を築き、満たされていた。そんなある日、保が4年ぶりに部屋を出てきて、20歳になるのだからと脱・引きこもりを宣言する。学校で一人っ子だということにしている志乃は、よれよれの格好をした兄が学校に忘れ物を届けに来るのではないかと嫌な想像を膨らませ、保にもひどい態度を取ってしまう。だが、保が弁当を作ってくれ、それが意外にも普通の出来で美味しく、子供の頃の思い出の「リンゴうさぎ」も入っていたことから、少しだけ兄を見直し、履歴書の書き方を教えて欲しいという兄と外に連れ立ち、スピード写真を撮りに行く。初めてアルバイトを始めた保は、当初は小さなことでも褒められて喜ぶが、小さなミスが重なり、注意される回数が増えていくと、次第に自信を失っていく。

## 登場人物
田処 志乃（たどころ しの）
高校2年生。学校では友人も多く、想いを寄せる同級生の男子・夏井とも良好な関係を築くなど活発な性格。また家の家事もこなす他にピザ店でアルバイトをしておりバイト先の同僚達ともうまく付き合い、仕事もそつなくこなすなど非常にしっかりしている。引きこもりの兄の存在を隠し、学校の友達には一人っ子と言ってあった。
田処 保（たどころ たもつ）
志乃の兄。中学生の頃、部活で挫折し不登校になり、家庭内で暴れるようになり、両親の別居を機に引きこもりになった。20歳になるのだからと、脱・引きこもりを宣言する。料理はなかなかの腕前で妹の志乃に弁当を作ったり、志乃が好きな「リンゴうさぎ」を作るなど妹思いで優しい性格だが、前述のように部活で挫折し不登校になるほか、アルバイト先でミスが重なり注意される回数が増えると自信をなくすなど精神的に脆い面がある。
夏井 渉（なつい わたる）
志乃が想いを寄せる元クラスメイト。ボウリング場でアルバイトをしていたが、閉鎖したため、志乃の紹介で同じ店でデリバリーのアルバイトを始める。運動会の後に志乃に告白し、付き合い始める。
サキ
志乃のクラスメイトで親友。

## 書誌情報
- 日暮キノコ 『ふつつか者の兄ですが』 講談社〈モーニングKC〉、全6巻
  1. 2015年9月23日発売[2][3]、ISBN 978-4-06-388505-7
  2. 2016年2月23日発売[4]、ISBN 978-4-06-388567-5
  3. 2016年7月22日発売[5]、ISBN 978-4-06-388627-6
  4. 2016年11月22日発売[6]、ISBN 978-4-06-388668-9
  5. 2017年4月21日発売[7]、ISBN 978-4-06-388724-2
  6. 2017年7月21日発売[8]、ISBN 978-4-06-510051-6